# فرودگاه پارک ملی برایس کنیون
فرودگاه پارک ملی برایس کنیون (به انگلیسی: Bryce Canyon Airport) یک فرودگاه همگانی بهره‌برداری هوایی با کد یاتا BCE است که یک باند فرود آسفالت دارد و طول باند آن ۲۲۵۴ متر است. این فرودگاه در شهر پارک ملی برایس کنیون کشور ایالات متحده آمریکا قرار دارد و در ارتفاع ۲۳۱۳ متری از سطح دریا واقع شده‌است.